# Abuela Araña

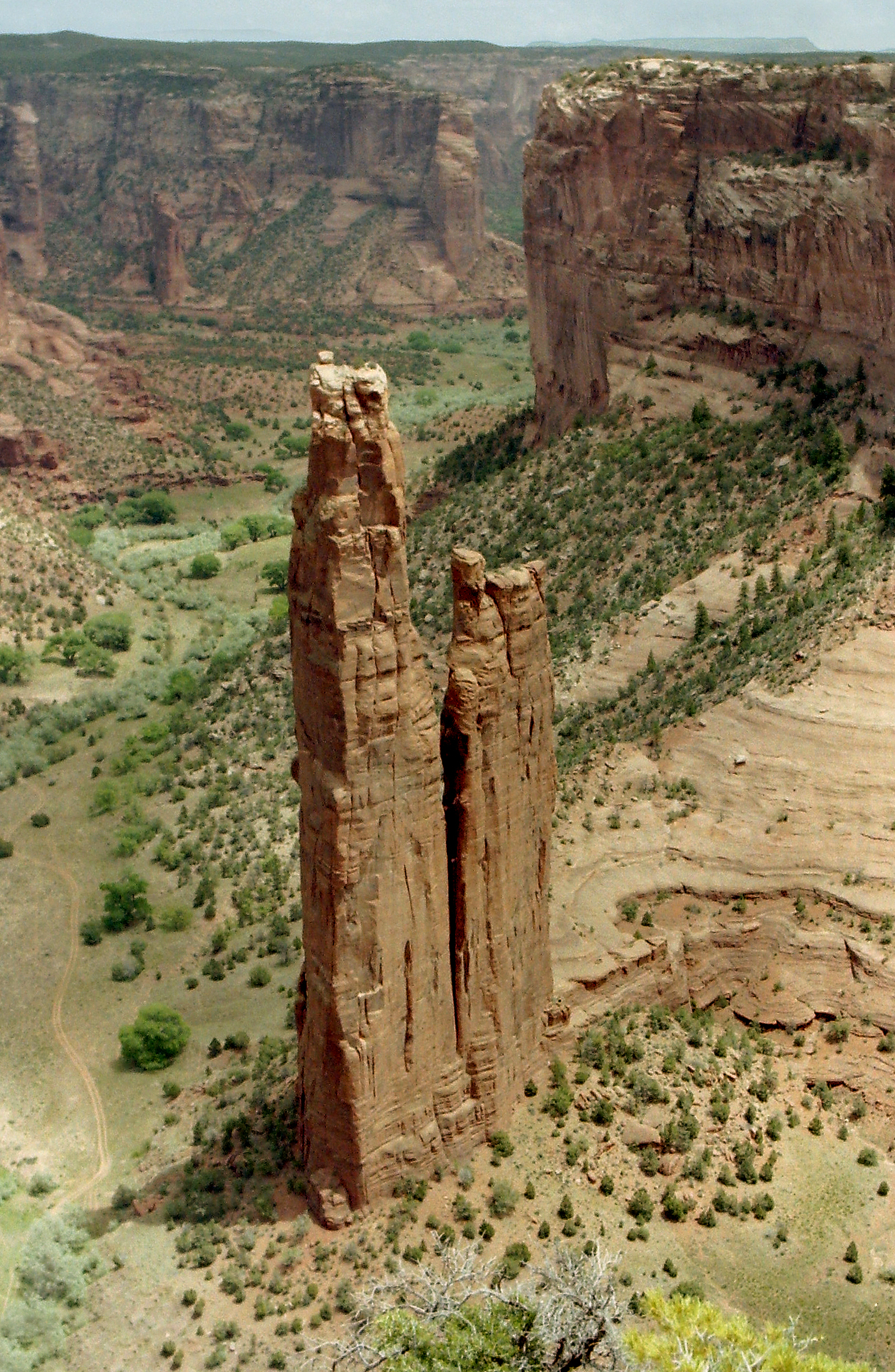
Spider Rock, el hogar de la Abuela Araña según las creencias de los navajos.

La Abuela Araña es la creadora del mundo según las religiones y mitos de los indios pueblo, incluyendo a los hopis y los navajos. Según la tradición, ella es la responsable de las estrellas en el cielo. Tomó una red que había hilado, y la ató con rocío. A continuación, la arrojó al cielo, y el rocío se convirtió en las estrellas.
Para los navajos su hogar es el monolito conocido como Spider Rock, en el Cañón de Chelly en Arizona. 

## En la ficción
- El dramaturgo Murray Mednic escribió una obra de siete actos llamado "Los ciclos del coyote" con los mismos cuatro personajes: Coyote, Coyote tramposo, Abuela Araña y chica muda. Estos personajes proceden de los mitos e historias de los pueblos nativos de América.[3]

- En la obra de Daniel Dutton de danza "La carretera" la abuela araña canta "Colgado de un hilo".[4]